# The Jew's Christmas

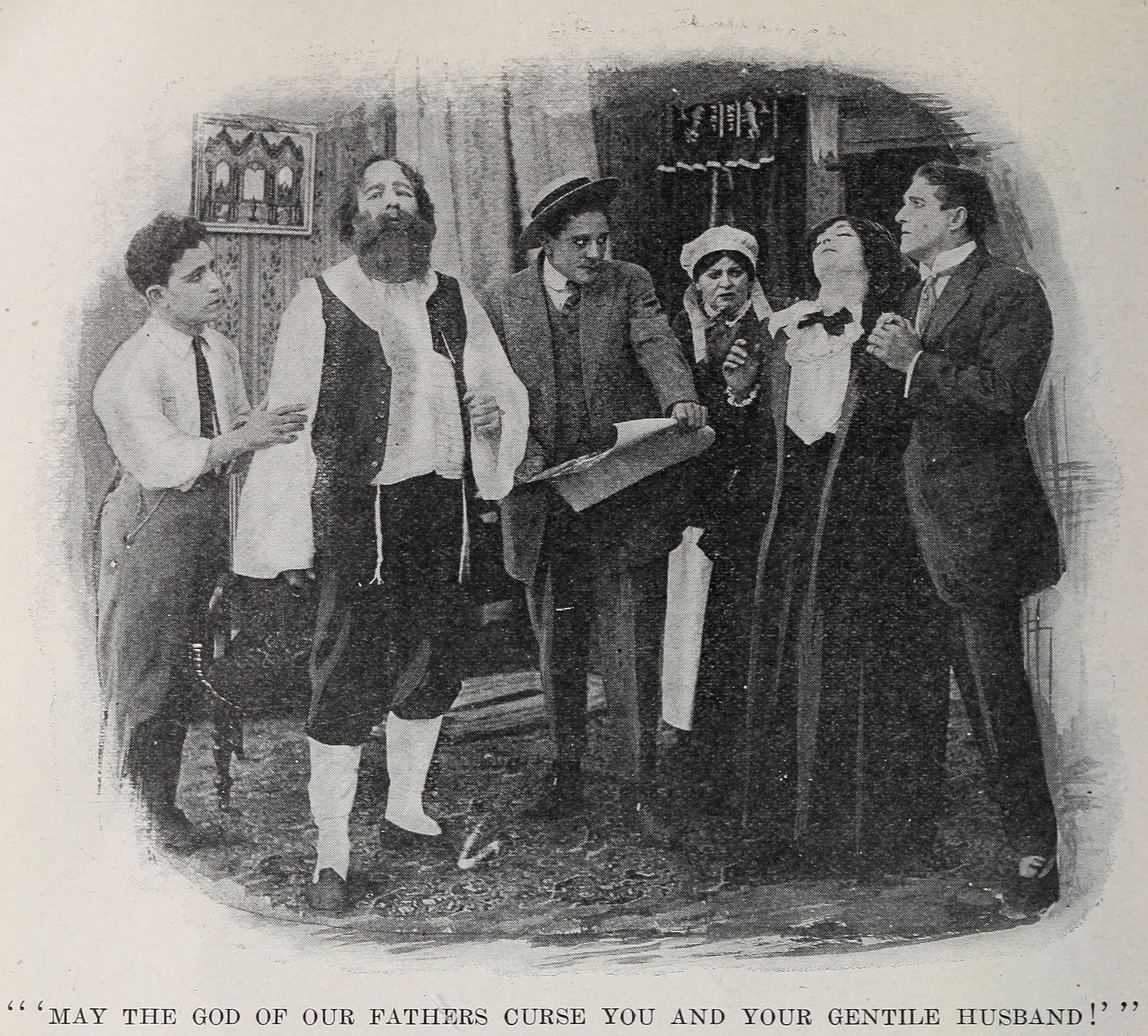
Le rabbin Isaac maudissant Leah Isaac et Rupert Julian, comme le montre la novélisation de 1914

The Jew's Christmas est un film muet américain réalisé en 1913. Le film a été écrit par Lois Weber et réalisé par Weber et son mari Phillips Smalley. Premier film américain à inclure un rabbin en tant que personnage, il a été accueilli positivement et romancé l'année suivant sa sortie. Les analystes modernes ont décrit le film comme encourageant l'assimilation juive et le mariage interreligieux dans le judaïsme, et comme incorporant des préjugés sur les Juifs.

## Histoire
Leah Isaac (joué par Lois Weber) est renié par son père Rabbi Isaac (joué par Phillips Smalley) après avoir épousé Rupert Julian, un collègue gentil. Sam Isaac, le fils du rabbin, est également expulsé de la maison après être rentré chez lui ivre ; il jure ensuite qu'il ne reviendra pas avant que le rabbin ne célèbre Noël.
Rupert Julian perd ses jambes dans un accident de chariot, le forçant lui et Leah à vendre des fleurs artificielles tout en vivant dans la pauvreté. Le couple vit dans un immeuble juste au-dessus de la maison du rabbin Isaac, mais le rabbin n'est pas au courant de leur présence. Après des années, le rabbin se lie d'amitié avec la fille de Rupert et Leah, Eleanor, sans savoir qu'il est son grand-père. Après qu'Eleanor, dont les parents n'ont pas l'argent pour acheter un sapin de Noël, lui demande pourquoi elle n'a pas de sapin alors que d'autres enfants en ont, le rabbin vend un texte religieux afin d'acheter un sapin de Noël pour faire plaisir à Eleanor, amenant à retrouver Leah et à se rendre compte qu'il est le grand-père d'Eleanor. Sam Isaac revient également avec des cadeaux de Noël pour la famille.

## Production
Le Noël des Juifs a été écrit par Lois Weber. Il a été co-réalisé par Weber et son mari Phillips Smalley, tous deux chrétiens. La production du film a été approuvée par Carl Laemmle d'Universal Pictures, un Juif.

## Sortie

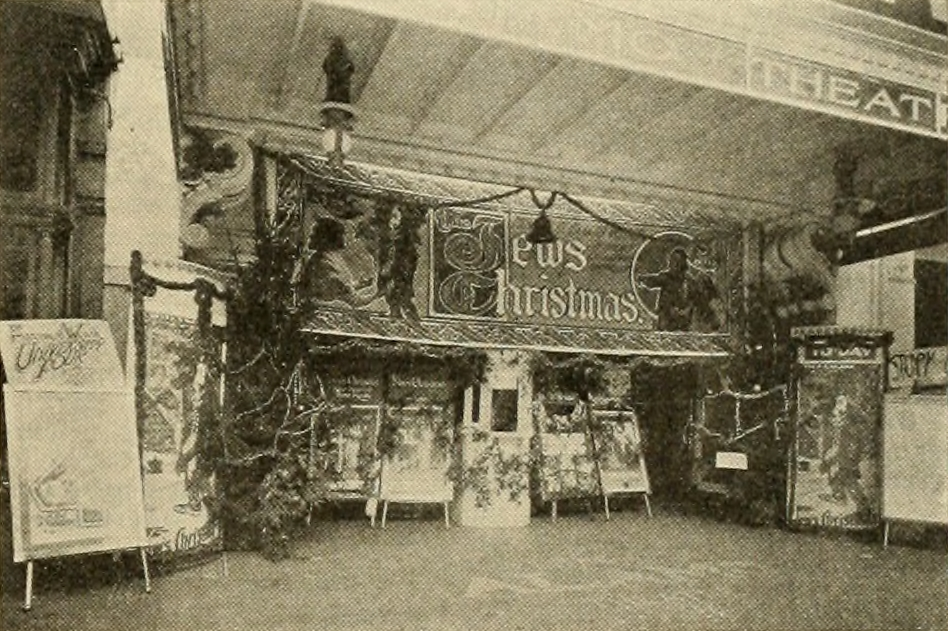
Le théâtre Alamo de la Nouvelle-Orléans décoré pour la sortie de The Jew's Christmas en décembre 1913

The Jew's Christmas est sorti le 18 décembre 1913. C'était un film à trois bobines et le premier film américain à inclure un rabbin comme personnage.

### Novélisation
Une mise en roman de The Jew's Christmas a été réalisée par John Olden et publiée dans le magazine Motion Picture Story en 1914.

## Réception contemporaine
Un groupe de rabbins s'est réuni pour visionner et évaluer le film peu avant Noël en 1913. The Moving Picture World a rapporté que les rabbins approuvaient la « fidélité avec laquelle les producteurs avaient suivi les cérémonies et les coutumes juives », mais désapprouvaient le titre du film.
Toujours chez Moving Picture World, George Blaisdell a écrit une critique positive du film, mais a noté qu'« il y aura sans aucun doute des Juifs qui le verront avec froideur, et certains avec réprobation ». Blaisdell a décrit le film comme sérieux, éducatif et « intensément humain », prédisant qu'il « fera une sortie de vacances particulièrement bonne ; et son intérêt ne se limitera pas à la période de réjouissances ».

## Analyse
L'analyse moderne de The Jew's Christmas est basée sur des écrits contemporains à son sujet, ainsi que sur la mise en roman d'Olden.
En 1975, Thomas Cripps a écrit dans le Journal of Popular Film que The Jew's Christmas était le premier film à capturer « l'intensité de l'assimilation » et à l'origine d'un thème de films qui feraient de même. Dans le même journal (maintenant renommé Journal of Popular Film & Television) en 1987, Lester D. Friedman a décrit le film comme l'un des nombreux films muets de la période qui encourageait les mariages mixtes dans le judaïsme. Dans ces films, Friedman déclare qu'une personne juive a épousé une personne non juive sans la bénédiction de ses parents, puis « soit la naissance de son enfant, soit une sorte de calamité réconcilie les parents avec le mariage » et « tout le monde reconnaît enfin que l'amour est plus fort que tout lien religieux ».
Dans The Forward en 2019, PJ Grisar a critiqué le contenu du film, écrivant qu'il soutenait « le préjugé usé qui suggère que les Juifs sont fanatiques envers les chrétiens et obstinément résistants à l'assimilation, choisissant plutôt d'adhérer aux anciennes lois de leur foi ». Grisar a en outre déclaré que « les récits du film suggèrent que son intrigue ne traite jamais vraiment de la haine raciale à laquelle sont confrontés les Juifs ». Shelley Stamp, professeur de cinéma à l'Université de Californie à Santa Cruz, a déclaré qu'au lieu d'être « un film sur l'antisémitisme, c'est un film sur la façon dont le rabbin doit reconnaître la gentillesse des non-Juifs — pas l'inverse ». Elle a conclu que le film était "enveloppé dans l'antisémitisme de l'époque" mais que la période de sa publication n'était "pas une excuse complète" pour son contenu.